# 蕉
蕉为种细长的可食用果实，从植物学上讲是一种浆果，由芭蕉属的几种大型草本开花植物生产，果实位于植物顶部附近，成簇生长。
在一些国家，烹饪后食用的大蕉被称为粉芭蕉，以区别于常作水果或甜点、可直接生食的香蕉。各品种蕉的大小、颜色和硬度各不相同，但通常细长而弯曲，果肉偏软，富含淀粉，果皮成熟时可能呈现多种颜色。
几乎所有的现代栽培的可食用无籽（单性结实）香蕉都来自两个物种——小果野蕉和野蕉，或它们的杂交种。